# Harvey Hubbell
Pour les articles homonymes, voir Hubbell.
 (janvier 2012).
Si vous disposez d'ouvrages ou d'articles de référence ou si vous connaissez des sites web de qualité traitant du thème abordé ici, merci de compléter l'article en donnant les références utiles à sa vérifiabilité et en les liant à la section « Notes et références ».
Harvey Hubbell II (20 décembre 1858 - 17 décembre 1927) était un inventeur et un industriel américain. Ses inventions les plus connues sont la prise de courant, dont il déposa le brevet le 26 février 1903 et la douille à chaînette interrupteur marche/arrêt, dont il déposa le brevet le 6 juin 1896.

## Prise de courant
Le dispositif qu'il mit au point s'insérait dans une douille de lampe, disponible dans des lieux éclairés par l'électricité, pour d'autres usages. Une partie ayant la forme d'un culot de lampe venait prendre position dans la douille, et une autre partie, similaire aux prises de courant actuelles à deux broches, pouvait être connectée à la première pour alimenter des appareils électriques divers.

## Douille à chaînette interrupteur marche/arrêt
Il s'agit d'une douille, équipée d'un interrupteur marche/arrêt commandé par traction sur une chaînette métallique, destinée à recevoir une ampoule électrique.